# Cricotopus lestralis
Cricotopus lestralis är en tvåvingeart som först beskrevs av Edwards 1924.  Cricotopus lestralis ingår i släktet Cricotopus och familjen fjädermyggor. Arten är reproducerande i Sverige. Inga underarter finns listade i Catalogue of Life.